# パセアス
パセアス（英: Paseas、ギリシア語: Πασέας）は、紀元前3世紀頃のギリシアの都市国家シキュオンの僭主である。紀元前252年に息子のアバンティダスの後を継いで僭主となったが、紀元前251年にニコクレスに暗殺された。